# CAF Confederation Cup 2012
De CAF Confederation Cup 2012 was de negende editie van dit Afrikaans voetbaltoernooi voor clubteams.
AC Léopards uit Congo won het toernooi door in de finale Djoliba AC met 4-3 over twee wedstrijden te verslaan

## Data
Programma voor de CAF Confederatios Cup 2012.
| Fase         | Ronde          | Loting                          | 1e wedstrijd            | 2e wedstrijd            |
| ------------ | -------------- | ------------------------------- | ----------------------- | ----------------------- |
| Kwalificatie | voorronde      | 9 december 2011 (Caïro, Egypte) | 17–19 februari          | 2–4 maart               |
| Kwalificatie | 1e ronde       | 9 december 2011 (Caïro, Egypte) | 23–25 maart             | 6–8 april               |
| Kwalificatie | 2e ronde       | 9 december 2011 (Caïro, Egypte) | 27–29 april             | 11–13 mei               |
| Kwalificatie | Play-off round | 15 mei 2012 (Caïro, Egypte)     | 29 juni–1 juli          | 13–15 juli              |
| Groepsfase   | Speeldag 1     | 15 mei 2012 (Caïro, Egypte)     | 3–5 augustus            | 3–5 augustus            |
| Groepsfase   | Speeldag 2     | 15 mei 2012 (Caïro, Egypte)     | 17–19 augustus          | 17–19 augustus          |
| Groepsfase   | Speeldag 3     | 15 mei 2012 (Caïro, Egypte)     | 31 augustus–2 september | 31 augustus–2 september |
| Groepsfase   | Speeldag 4     | 15 mei 2012 (Caïro, Egypte)     | 14–16 september         | 14–16 september         |
| Groepsfase   | Speeldag 5     | 15 mei 2012 (Caïro, Egypte)     | 5–7 oktober             | 5–7 oktober             |
| Groepsfase   | Speeldag 6     | 15 mei 2012 (Caïro, Egypte)     | 19–21 oktober           | 19–21 oktober           |
| Final four   | Halve finale   | 15 mei 2012 (Caïro, Egypte)     | 2–4 november            | 9–11 november           |
| Final four   | Finale         | 15 mei 2012 (Caïro, Egypte)     | 16–18 november          | 23–25 november          |

## Kwalificatie
Het programma van de voorronde,eerste en tweede ronde werd bekendgemaakt op 9 december 2011  .De kwalificatiewedstrijden worden over twee wedstrijden gespeeld waarbij de Uitdoelpuntenregel van toepassing is als beide teams na twee wedstrijden gelijkstaan volgen er direct Strafschoppen (er wordt niet 2x verlengd) .

## Eerste Ronde
| Team 1                     | Tot.        | Team 2                     | 1e wedstr. | 2e wedstr. |
| -------------------------- | ----------- | -------------------------- | ---------- | ---------- |
| Étoile Filante Ouagadougou | 2–4         | ASEC Mimosas               | 2-2        | 0-2        |
| FC Séquence                | 0–5         | CODM Meknès                | 0-2        | 0-3        |
| FC Kallon                  | 0–2         | Warri Wolves               | 0-0        | 0-2        |
| Black Leopards             | 6–4         | Saint Eloi Lupopo          | 4-2        | 2-2        |
| Royal Leopards             | 3–2         | US Tshinkunku              | 1-1        | 2-2        |
| Saint George SA            | 1–3         | Club Africain              | 1-1        | 0-2        |
| Simba                      | 3–3 (u)     | ES Sétif                   | 2-0        | 1-3        |
| Ferroviário de Maputo      | 0–3         | Al-Ahly Shendi             | 0-1        | 0-2        |
| Unisport FC                | 1–2         | Heartland                  | 0-0        | 1-2        |
| AC Léopards                | 3–2         | CS Sfaxien                 | 1-2        | 2-0        |
| LLB Académic FC            | 2–5         | ENPPI                      | 1-1        | 1-4        |
| Renaissance FC             | 4–5         | Cercle Olympique de Bamako | 3-2        | 1-3        |
| Invincible Eleven          | 1–6         | Wydad Casablanca           | 0-2        | 1-4        |
| Gamtel                     | 2–3         | AS Real Bamako             | 1-0        | 1-3        |
| Tana Formation             | 2–2 (5–6 p) | Inter Luanda               | 2-0        | 0-2        |
| Hwange                     | 1–1 (u)     | Alamal Atbara              | 1-1        | 0-0        |

## Tweede Ronde
| Team 1           | Tot.        | Team 2                     | 1e wedstr. | 2e wedstr. |
| ---------------- | ----------- | -------------------------- | ---------- | ---------- |
| ASEC Mimosas     | 1–1 (a)     | CODM de Meknes             | 1-1        | 0-0        |
| Warri Wolves     | 3–3 (u)     | Black Leopards             | 3-1        | 0-2        |
| Royal Leopards   | 2–5         | Club Africain              | 0-1        | 2-4        |
| Simba            | 3–3 (8–9 p) | Al-Ahly Shendi             | 3-0        | 0-3        |
| Heartland        | 4–4 (u)     | AC Léopards                | 3-2        | 1-2        |
| ENPPI            | 3–4         | Cercle Olympique de Bamako | 3-1        | 0-3        |
| Wydad Casablanca | 3–1         | AS Real Bamako             | 3-0        | 0-1        |
| Inter Luanda     | 6–1         | Alamal Atbara              | 4-1        | 2-0        |

## Play-off Ronde
De acht winnaars van de tweede ronde speelden tegen de acht verliezers van de tweede ronde van de CAF Champions League. De winnaars plaatsten zich voor de groepsfase. De loting voor deze ronde en de groepsfase vond plaats op 15 mei 2012
| Team 1         | Tot.        | Team 2                     | 1e wedstr. | 2e wedstr. |
| -------------- | ----------- | -------------------------- | ---------- | ---------- |
| Maghreb Fez    | 1–2         | AC Léopards                | 1-0        | 0-2        |
| Al-Hilal       | 3–0         | Cercle Olympique de Bamako | 2-0        | 1-0        |
| AFAD Djékanou  | 0–1         | Wydad Casablanca           | 0-1        | 0-0        |
| Al-Merreikh    | 3–2         | Black Leopards             | 3-2        | 0-0        |
| Djoliba        | 2–2 (4–3 p) | Club Africain              | 2-0        | 0-2        |
| Dynamos        | 0–1         | Inter Luanda               | 0-0        | 0-1        |
| Stade Malien   | 4–1         | CODM de Meknes             | 3-0        | 1-1        |
| Coton Sport FC | 1–2         | Al-Ahly Shendi             | 1-0        | 0-2        |

## Groepsfase
De speeldagen waren 3–5 augustus, 17–19 augustus, 31 augustus–2 september, 14–16 september, 5–7 oktober,en 19–21 oktober.
| Legenda                                                  |
| -------------------------------------------------------- |
| Top 2 van elke groep plaatsen zich voor de halve finales |

### Groep A
| Team           | AW | G | G | V | DV | DT | DS | Pnt |
| -------------- | -- | - | - | - | -- | -- | -- | --- |
| Al-Merreikh    | 6  | 4 | 2 | 0 | 8  | 3  | +5 | 14  |
| Al-Hilal       | 6  | 3 | 2 | 1 | 11 | 6  | +5 | 11  |
| Inter Luanda   | 6  | 1 | 2 | 3 | 3  | 7  | −4 | 5   |
| Al-Ahly Shendi | 6  | 1 | 0 | 5 | 3  | 9  | −6 | 3   |

### Groep B
| Team             | AW | G | G | V | DV | DT | DS | Pnt |
| ---------------- | -- | - | - | - | -- | -- | -- | --- |
| Djoliba          | 6  | 4 | 1 | 1 | 9  | 7  | +2 | 13  |
| AC Léopards      | 6  | 2 | 3 | 1 | 8  | 6  | +2 | 9   |
| Wydad Casablanca | 6  | 1 | 3 | 2 | 10 | 10 | 0  | 6   |
| Stade Malien     | 6  | 0 | 3 | 3 | 6  | 10 | −4 | 3   |

## Final four

### Halve finales
| Team 1            | Tot.        | Team 2      | 1e wedstr. | 2e wedstr. |
| ----------------- | ----------- | ----------- | ---------- | ---------- |
| AC Léopards       | 2–1         | Al-Merreikh | 2-1        | 0-0        |
| Al-Hilal Omdurman | 2–2 (6–7 p) | Djoliba     | 2-0        | 0-2        |

### Finale
| Team 1  | Tot. | Team 2      | 1e wedstr. | 2e wedstr. |
| ------- | ---- | ----------- | ---------- | ---------- |
| Djoliba | 3–4  | AC Léopards | 2-2        | 1-2        |